# Матс Левен
Матс Йоран Левен (на шведски: Mats Göran Levén; роден на 11 септември 1964 г.) е шведски певец. Някои от най-забележителните му сътрудничества са с китариста Ингви Малмстийн, симфоничните метълисти Териън и дуум метълистите Candlemass. През 2011 г., поради семейни проблеми от страна на вокалиста на Firewind Apollo, Левен е повикан да го замести в останалата част от европейското им турне. Той също така започва турне с „Транс-Сайбериан Оркестра“ през 2016 г. През 2019 г. издава първия си солов албум под името Skyblood. През 2022 г. той става член на Vandenberg група, която се ръководи от известния китарист Адриан Ванденберг.